# Formica opaciventris
Formica opaciventris es una especie de hormiga del género Formica, familia Formicidae. Fue descrita científicamente por Emery en 1893.
Se distribuye por Canadá y los Estados Unidos. Se ha encontrado a elevaciones de hasta 3200 metros. Vive en microhábitats como nidos, montículos y debajo de madera.